# Джон Боулбі
Едвард Джон Мостін Боулбі (/ˈboʊlbi/; 26 лютого 1907 — 2 вересня 1990) — британський психіатр і психоаналітик, відомий своїм інтересом до розвитку дитини та новаторською роботою в теорії прихильності. Опублікованим у 2002 році опитуванням, яке провів науковий журнал «Огляд загальної психології» (Review of General Psychology, США), Боулбі посів 49-те місце серед найбільш цитованих психологів 20-го століття.